# Kiesen
Kiesen é uma comuna da Suíça, no Cantão Berna, com cerca de 724 habitantes. Estende-se por uma área de 4,68 km², de densidade populacional de 155 hab/km². Confina com as seguintes comunas: Heimberg, Jaberg, Oppligen, Uttigen, Wichtrach.
A língua oficial nesta comuna é o Alemão.